# Studio Gabriel
Ne pas confondre avec l'émission de télévision.
Le Studio Gabriel (anciennement Studio Potel & Chabot) est un studio de télévision créé le 1er septembre 1982 et situé au sein du Pavillon Gabriel, 9 avenue Gabriel dans le 8e arrondissement de Paris.

## Histoire

### Origines
Le pavillon qui accueille aujourd'hui le Studio Gabriel a été construit en 1841 pour accueillir le Café Morel. Il est racheté en 1860 et transformé en café-théâtre par Arsène Goubert qui lui donne le nom d'Alcazar d'été. Le café théâtre ferme en 1914.
Dans les années 1970, le traiteur parisien Potel & Chabot acquiert et restaure le pavillon alors en mauvais état pour en faire un lieu de réception. Une partie du pavillon est aménagée en salle de spectacle afin d'accueillir de septembre 1977 à juillet 1978 le cabaret « Le Jardin des Champs-Élysées ».
Après la fermeture du cabaret, un premier studio est installé par David Niles et Gilliane Le Gallic avec leur société Captain Vidéo fin 1979. Le studio prendra le nom de « Studio Captain ». Outre les tournages de différentes émissions de télévision, le lieu sera également exploité en tant que discothèque et salle de concert la nuit. Après une expérience de télévision pirate qui durera un mois, la société principale SEE (Some Enchanted Evening) devra déposer le bilan en 1982 et, avec un nouveau partenaire, SEE deviendra VOIR et Captain Vidéo poursuivra ses activités de production télévisuelle dans un studio à Boulogne et des régies avenue de la Grande-Armée.

### Fondation du studio «Potel & Chabot» et les annéesChamps-Élysées
Le 16 janvier 1982, l'émission Champs-Élysées est lancée sur Antenne 2 avec comme animateur Michel Drucker. L'émission est tournée en direct à l'Espace Pierre Cardin, bâtiment voisin du pavillon de Potel & Chabot.
Michel Drucker repère le studio de David Niles et souhaite y tourner l'émission. Il en fait part à Antenne 2 qui loue le studio auprès de Potel & Chabot. La Société française de production (SFP) se charge des tournages. La chaîne y fait d'abord tourner Le Petit Théâtre de Bouvard. À la fin du contrat qui la lie à l'Espace Pierre Cardin, l'émission de Drucker s'installe dans le studio.
En 1987, le contrat entre SFP et Antenne 2 prend fin. C'est désormais DMD, la société de Michel Drucker qui se charge des tournages au Studio Gabriel. Durant l'été 1988, une régie fixe est installée pour remplacer les cars de régie mobile de SFP.
En 1990, l'animateur est remercié par Antenne 2 qui le juge dépassé. Il reste cependant le responsable d'exploitation du studio grâce au contrat entre sa société et la chaîne.

### Les années 1990
Dans les années 1990, le studio accueille plusieurs programmes emblématiques du paysage audiovisuel français : Les Nuls y enregistrent leurs émissions Les Nuls, l'émission (Canal+) entre 1990 et 1992, l'animateur Arthur L'Émission impossible (TF1), l'émission La Marche du Siècle (France 3) de Jean-Marie Cavada y est tournée en direct entre 1990 et 1997, l'animateur Sylvain Augier y anime Faut pas rêver (France 3) entre 1992 et 1999, Karl Zéro y présente Le Vrai Journal (Canal+) entre 1996 et 1998 et Les Robins des Bois y enregistrent leur sketchs de 1999 à 2001 (Canal+).
En 1993, des travaux sont entrepris  pour agrandir le studio. De 1993 à 1994, Michel Drucker installe à nouveau ses caméras dans le studio. Après ses débuts au Pavillon Baltard, l'émission Stars 90 qu'il crée sur TF1 s'installe sur le plateau de l'avenue Gabriel lors de sa dernière saison.
En 1994, Michel Drucker revient sur la 2e chaîne rebaptisée France 2 pour y animer l'émission quotidienne Studio Gabriel, qui porte le nom du studio.
Depuis 1998, l'émission Vivement Dimanche de Michel Drucker est enregistré au Studio Gabriel.

### Les années 2000
Dans les années 2000, sont enregistrées au Studio Gabriel les émissions Ça balance à Paris, C politique et On va s'gêner.
En 2008, Michel Drucker s'associe au groupe AMP Visual TV, ce qui permet d'améliorer les installations techniques en 2009. Le studio Potel et Chabot prend officiellement le nom de « Studio Gabriel ».

### Les années 2010
En 2014, l'émission On n'est pas couché s'installe au Studio Gabriel, à la suite de la fermeture du studio du Moulin Rouge, où elle était tournée auparavant.
En 2017, des travaux sont entrepris sur les extérieurs du studio. Cela concerne notamment les façades du studio, ainsi que l'entrée, qui est entièrement refaite, marquant la disparition d'une structure faite avec des colonnes de marbre.

### Depuis les années 2020
En juin 2020, l'Automobile Club de l'Ouest et la Fédération internationale de l'automobile organisent au studio les 24 Heures du Mans virtuelles pour faire face au report des 24 Heures du Mans 2020. La direction de course ainsi que deux équipes de 4 pilotes ont passé les 24 Heures dans ce studio, tandis que les autres pilotes étaient chez eux.

## Installations
Le Studio Gabriel dispose d'un plateau de 430 m2 avec une hauteur sous passerelle de 5 mètres. Il peut accueillir de 350 à 500 spectateurs.
L'installation dispose d'une vingtaine de loges, d'un espace catering et d'un espace de stockage pour les décors.
Une régie HD complète l'équipement avec :
- 10 caméras
- 16 micros HF
- 3 salles de montage
- 2 consoles audio

## Émissions tournées au Studio Gabriel
- Le Petit Théâtre de Bouvard en 1982 (Antenne 2).
- Des chiffres et des lettres depuis 1982 (Antenne 2 puis France 2 et France 3).
- Champs-Élysées de 1982 à 1990 (Antenne 2, en direct).
- Demain c'est Dimanche en 1985 (Antenne 2).
- Les Nuls L'émission de 1990 à 1992 (Canal+, en direct).
- La Marche du Siècle de 1990 à 1997.
- L'Émission impossible en 1992-1993 (TF1, en direct).
- Faut pas rêver de 1990 à 1999 (FR3 puis France 3).
- Stars 90 en 1993-1994 (TF1).
- Studio Gabriel de 1994 à 1997 (France 2, en direct).
- Faites la Fête de 1994 à 1997 (France 2).
- Le Vrai Journal de 1996 à 2006 (Canal+).
- Les Robins des Bois de 1999 à 2001 (Canal+).
- Vivement Dimanche de septembre 1998 à juin 2016 et depuis septembre 2018 (France 2 puis France 3).
- Vivement Dimanche Prochain de 1998 à 2022 (France 2).
- Ripostes en 2002 (France 5).
- Soyons directs en 2004 (M6).
- Ça balance à Paris en 2006 (Paris Première).
- On va s'gêner en 2010 (France 4).
- C politique en 2010 (France 5).
- Cinémas en 2010 (France 5).
- Gainsbourg, 20 ans déjà en 2011 (France 2)
- Le Bureau des plaintes de 2010 à 2011 (France 2).
- Monte le son ! en 2011 (France 4).
- Zemmour et Naulleau en 2011 (Paris Première et M6).
- Champs-Élysées de 2010 à 2013 (France 2).
- 19H Paul Amar 2012-2013 (France 5).
- Touche pas à mon Ardisson ! en 2014 (C8).
- On n'est pas couché  (2014-2020) (France 2).
- Les 10 ans de la TNT en 2015 (NRJ 12).
- Trophées UNFP du football depuis 2015 (beIN sports).
- La Vie Secrète des Chansons en 2016 (France 3).
- Vivement la télé 2016-2017 (France 2).
- Débat de la Gauche le 15 janvier 2017 (BFMTV).
- Vous Pouvez Répéter la Question ? en 2017 (France 4) .
- Samedi C'est Parodie en 2018 (France 2)
- Plan C en 2019 (TF1).
- Ensemble avec nos soignants le 24 mars 2020 (France 2).
- Allez viens, je t'emmène... depuis 2020 (France 3).
- Bel & bien depuis janvier 2021 (France 2).
- Surprise sur prise ! en juin 2021 (France 2).
- En bande organisée depuis novembre 2023 (France 2).

## Au cinéma
- 2005 : L'Antidote de Vincent de Brus : Le personnage de Jacques-Alain Marty, interprété par Christian Clavier, est invité dans l'émission Vivement Dimanche.
- 2014 : Elle l'adore de Jeanne Herry : Le chanteur Vincent Lacroix, interprété par Laurent Lafitte est invité dans l'émission Vivement Dimanche pour chanter en live (on ne le voit cependant pas chanter). Le film montre également les répétitions, ainsi que les coulisses.
- 2017 : Coexister de Fabrice Éboué : Le groupe Coexister, interprété par Guillaume de Tonquédec, Ramzy Bedia et Jonathan Cohen, ainsi que le personnage de Sophie Demanche, interprété par Mathilde Seigner, sont invités dans l'émission Vivement Dimanche.
- 2019 : Toute ressemblance de Michel Denisot : Le journal de 20 heures de Cédric Saint-Guérande, interprété par Franck Dubosc, fut tourné sur le plateau du studio Gabriel.